# Rōmaji
O rōmaji (ローマ字, , lit. "letra romana") é empregado na transcrição fonética da língua japonesa para o alfabeto latino (ou romano). O japonês normalmente é escrito em kanjis (mais de 3 mil ideogramas), hiraganas e katakanas (46 caracteres em cada silabário). A romanização está presente onde há mensagens destinadas a estrangeiros, como nas sinalizações de rua, em passaportes, em dicionários e em livros didáticos para os estudantes da língua. É a transliteração da língua japonesa.
Existem diferentes sistemas de romanização, sendo que os principais são três: o sistema Hepburn, o Kunrei-shiki (ISO 3602) e o Nihon-shiki (ISO 3602 estrito). Sistemas variantes do Hepburn são os que estão em maior uso.
Todos os japoneses que estudaram na escola fundamental depois da Segunda Grande Guerra foram ensinados a ler e a escrever em rōmaji, o japonês romanizado. A romanização é o método mais comum de se inserir palavras japonesas no computador e em processadores de texto.

## História
O primeiro sistema de romanização do japonês baseava-se na ortografia da Língua Portuguesa. Foi desenvolvido por volta de 1548 por um católico japonês de nome Yajiro. A Companhia de Jesus usou este sistema numa série de livros católicos impressos para que os missionários pudessem pregar e ensinar sem ter de aprender a ler japonês. O mais útil desses livros para o estudo da pronúncia do início do japonês moderno e primeiras tentativas de romanização foi o Nippo Jisho, um dicionário de japonês-português escrito em 1603.
Em geral, o antigo sistema português é parecido com o Nihon-shiki no seu tratamento das vogais. Algumas consoantes foram transliteradas de forma diferente: por exemplo, a consoante /k/ era usada como "c" e a consoante /ɸ/ (agora pronunciada /h/) como "f", portanto Nihon no kotoba ("A língua do Japão") escrevia-se "Nifon no cotoba". Os jesuítas também imprimiram alguns livros antigos no japonês romanizado, incluindo a primeira edição impressa do clássico japonês "O conto do Heike", romanizado como Feiqe no monogatari, e uma coleção das Fábulas de Esopo, romanizado como Esopo no fabvlas, que continuou a ser impressa e lida mesmo após a supressão do Cristianismo.
Depois da expulsão dos cristãos do Japão no início do século XVII, o rōmaji perdeu o uso e era apenas utilizado esporadicamente em textos estrangeiros até meados do século XIX, quando o Japão se abriu novamente. Os sistemas usados atualmente foram desenvolvidos na segunda metade do século XIX.
O primeiro sistema a ser desenvolvido foi o sistema Hepburn, desenvolvido para o dicionário japonês do autor e destinado ao uso por parte dos estrangeiros.
Na era Meiji, alguns estudiosos japoneses defenderam a total abolição do sistema de escrita japonês e o uso do rōmaji em vez dele. A romanização Nihon shiki foi fruto deste movimento. Vários textos japoneses foram publicados totalmente em rōmaji durante este período, mas a ideia não se conseguiu implementar, talvez devido ao grande número de homófonas que existem no japonês, que são pronunciadas de forma similar, mas escritas com caracteres diferentes. Mais tarde, no início do século XX, alguns estudiosos planejaram sistemas cujos caracteres derivavam do Latim; estes eram ainda menos populares, pois não eram baseados em nenhum uso histórico do alfabeto latino.

## Sistemas modernos

### Sistema Hepburnou Hebon-shiki
A versão revisada do sistema de romanização Hepburn usa um macron para indicar algumas vogais longas, e um apóstrofo para indicar a separação de fonemas facilmente confundidos. Por exemplo, o nome じゅんいちろう, escrito com os caracteres kana ju-n-i-chi-ro-u, romaniza-se Jun'ichirō usando o sistema Hepburn (revisto). Este sistema é vulgarmente usado no Japão por estudantes e acadêmicos estrangeiros.
A romanização segue por norma a fonética inglesa com as vogais românicas e é o sistema de romanização mais usado hoje em dia, particularmente no mundo anglófono. No entanto, tem sido criticado pela sua distorção da fonética japonesa, que pode tornar mais difícil ensinar japonês aos estrangeiros.

### Nihon-shiki
O Nihon-shiki é provavelmente o menos usado dos três sistemas principais. Foi originalmente inventado como um método para os japoneses escreverem a sua própria língua. Segue a fonética japonesa e a ordem silábica rigidamente e é portanto o único grande sistema de romanização que permite a transcrição literal (sem perdas) de e para kana.

### Kunrei-shiki
O Kunrei-shiki é uma versão do Nihon-shiki ligeiramente alterada que elimina as diferenças entre a silábica do kana e a pronúncia moderna.
Por exemplo, quando as palavras kana かな e tsukai つかい se combinam, o resultado escreve-se em kana como かなづかい com um dakuten (sinal de vocalização)゛ no つ (tsu) para indicar que o tsu つ é agora vocalizado. O kana づ pronuncia-se da mesma forma do que um kana diferente す (su), com o dakuten, ず. Os sistemas Kunrei-shiki e Hepburn ignoram a diferença no kana e representam o som da mesma forma, como kanazukai, usando as mesmas letras "zu" como são usadas para romanizar ず. O Nihon-shiki mantém a diferença, e romaniza a palavra como kanadukai, marcando a diferença entre os kana づ e ず, que se romaniza "zu", apesar de serem pronunciados da mesma forma. O mesmo acontece com o par じ e ぢ, que são ambos "zi" em Kunrei-shiki e ambos ji na romanização Hepburn, mas são zi e di, respectivamente, em Nihon-shiki (veja a tabela abaixo para mais pormenores).
O sistema Kunrei-shiki é ensinado nas escolas básicas japonesas no 4º ano.

### JSL
O JSL é um sistema de romanização baseado na fonética japonesa, concebido usando os princípios linguísticos usados pelos linguistas ao criar sistemas de escrita para as línguas que não têm um. É um sistema puramente fonético, usando exatamente um símbolo para cada fonema, e marcando a sílaba tónica usando diacríticos. Foi criada pelo sistema de aprendizagem do japonês de Eleanor Harz Jorden, e o seu princípio é que tal sistema permite aos alunos interiorizar melhor a pronúncia do japonês. Uma vez que não tem qualquer das vantagens para os falantes estrangeiros que os outros sistemas de romanização têm, e os japoneses já têm um sistema de escrita para a sua língua, o JSL não é muito usado fora do contexto educacional.

## Romanizações fora do padrão
Para além dos sistemas acima, existem muitas variantes na romanização, usadas para a simplificação, em erro ou confusão entre diferentes sistemas ou deliberadamente, por razões puramente estilísticas.
As várias formas (métodos de input) que os japoneses usam para converter um teclado com o alfabeto romano para kana combinam aspectos de todos os sistemas. Quando usados como simples texto ao invés de ser convertido, são normalmente conhecidos como wāpuro rōmaji. (Wāpuro é uma contracção de wādo purosessā (word processor, processador de texto). Ao contrário dos sistemas padrão, o wāpuro rōmaji não requer quaisquer caracteres especiais fora do teclado ASCII.
Embora possa haver argumentos a favor de algumas destas variantes de romanização em contextos específicos, o seu uso, especialmente se misturado, pode levar à confusão.
As seguintes variantes de romanização são vulgares:
- Nomes japoneses que se estabeleceram com ortografias inglesas, como kudzu ou jiu jitsu ou palavras "emprestadas" como kyatto para cat ("gato") são por vezes escritas tal como são em inglês, sem ter em conta as regras da romanização.
- Jya para じゃ, que é ja em Hepburn e zya em Nihon-shiki e Kunrei-shiki, tal como jyu para じゅ e jyo para じょ. O y extra parece ser resultado da confusão entre as romanizações.
- Cchi para っち (Hepburn tchi) e etc. Isto é wāpuro rōmaji, mas é muitas vezes usado por razões estéticas ao usar diminutivos (por exemplo, あきこ Akiko torna-se あっちゃん Acchan em vez de Atchan).
- La para ら (Hepburn ra) e etc. O som da consoante japonesa /r/ tem um som (IPA [ɽ]) (igual a "cara" ou "mero", em português) que é próximo, mas não exactamente igual ao "r" e "l" ingleses. Estes sons são ambos transcritos para japonês usando o /r/ japonês. Exemplos disto inlcluem a boneca japonesa リカ, romanizada como Licca.
- Na para んあ (Hepburn n'a) e etc. Esta forma do japonês romanizado é usada em informação pública como sinais ferroviários e rodoviários no Japão.
- Nn para ん (Hepburn n). Isto também é um exemplo do wāpuro rōmaji (embora muitos métodos de input japoneses também aceitem o Hepburn n). Isto leva à ambiguidade com o mais comum sistema Hepburn. Por exemplo, o som nna, que é んな em Hepburn, representa んあ neste sistema. O duplo n é visto por vezes em nomes, como por exemplo Junn Ohta.

### Vogais longas
A variante de romanização mais comum é omitir os macrons ou acentos circunflexos usados para indicar uma vogal longa. Isto é extremamente comum nas versões romanizadas de palavras japonesas usadas em inglês e português. Por exemplo, a capital do Japão, cujo nome se escreve Tōkyō em japonês romanizado, é universalmente escrita como Tokyo (no Brasil, Tóquio). No Japão, como o japonês romanizado é visto como uma conveniência para os estrangeiros lerem os sinais mais facilmente, os macrons e circunflexos são normalmente omitidos para simplificar.
Muitos processadores de texto não conseguem lidar facilmente com o macron usado na romanização Hepburn. O Nihon-shiki e o Kunrei-shiki usam um acento circunflexo, ficando portanto Tôkyô. Isto permite uma entrada mais simples de caracteres, uma vez que a maioria dos teclados possui os caracteres â, î, û, ê, e ô.
Os seguintes métodos de representar vogais longas também ocorrem frequentemente:
- Oh para おお ou おう (Hepburn ō). Isto é conhecido por vezes como "passaporte Hepburn", pois o Ministério dos Negócios Estrangeiros japonês autorizou o seu uso em passaportes. [8]
- Ou para おう (Hepburn ō). Este é um exemplo dewāpuro rōmaji.
- Ô para おお ou おう (Hepburn ō). Isto é válido Nihon-shiki e Kunrei-shiki, mas ocasionalmente ocorre em palavras que de outra forma seriam romanizadas em Hepburn (ver acima).

### Variantes antigas
Em textos antigos, outras variantes de romanização que já não se usam são por vezes vistas. Algumas delas sobreviveram até aos dias de hoje, embora poucas sejam ainda ativamente usadas. Exemplos incluem:
- A vogal i mais o era por vezes usada para representar o som yōon japonês; daí Tokyo torna-se "Tokio" e Quioto torna-se "Kioto". Esta romanização pode ainda ser vista no nome da espécie "mioga", do vegetal japonês myōga.
- O kana ゑ era usado como ye. A pronúncia verdadeira deste kana já foi we, mas o w já se tinha perdido na altura em que ゑど "Wedo" foi pela primeira vez romanizado como Yedo.
- O kana づ (Nihon-shiki du) romanizava-se como dzu ou zu, como se vê nos nomes das plantas adzuki e kudzu. Isto ainda se usa hoje em dia.

### Romanização de nomes japoneses
Os nomes podem ser objeto de ainda mais variações, com ortografias dependendo da preferência individual. Por exemplo, o apelido do autor de mangá Yasuhiro Nightow seria normalmente escrito na romanização Hepburn como Naitō.
Outras variantes vistas em nomes incluem a substituição do K pelo C, como no nome da celebridade televisiva Ricaco, ou a remoção de vogais mudas, como o realizador Macoto Tezka, filho do autor de mangá Osamu Tezuka (note-se a remoção do "u").

### Romanização para português
Em geral, a romanização do japonês para português não tem um padrão específico. Os nomes geográficos são normalmente adaptados à ortografia portuguesa, como "Tóquio" em vez de Tōkyō ou "Quioto" em vez de Kyōtō. Outros nomes adaptados têm vindo a perder o uso, como por exemplo Hiroxima, Nagasáqui ou Osaca (hoje em dia Hiroshima, Nagasaki e Osaka são muito mais frequentes). Quanto aos nomes de pessoas, a influência americana/inglesa faz com que a romanização Hepburn seja vulgarmente usada, como no nome do primeiro-ministro, Junichiro Koizumi (note-se a ausência dos macrons/circunflexos e do apóstrofo). É de fato raro um nome ser transcrito diretamente do japonês para o português.
É curioso notar que as adaptações de manga do japonês para o francês (bastante comuns e utilizadas em Portugal) normalmente usam sistemas alternativos de romanização para facilitar a pronúncia aos que não estão familiarizados com os sistemas padrão, baseados na pronúncia inglesa. Assim, é vulgar encontrar ち (Hepburn "chi") escrito como "tchi", já que em francês (e em português) o som "ch" se lê como o inglês "sh". Da mesma forma, o uso dos circunflexos (em vez dos macrons) é predominante, e por vezes usa-se o acento grave nos "e" finais, para contrariar a tendência a esse "e" ser mudo (daí ver-se muitas vezes escrito "animé", "saké" e outros derivados).
Uma vez que existem muitas semelhanças entre a fonética francesa e portuguesa, estas romanizações tornam mais fácil a pronúncia correta das palavras japonesas.

## Exemplos de palavras escritas em cada sistema de romanização
| Português          | Japonês  | Leitura em Kana | Romanização     | Romanização  | Romanização |
| Português          | Japonês  | Leitura em Kana | Hepburn Revisto | Kunrei-shiki | Nihon-shiki |
| ------------------ | -------- | --------------- | --------------- | ------------ | ----------- |
| Caracteres romanos | ローマ字 | ローマじ        | rōmaji          | rômazi       | rômazi      |
| Monte Fuji         | 富士山   | ふじさん        | Fujisan         | Huzisan      | Huzisan     |
| chá                | お茶     | おちゃ          | ocha            | otya         | otya        |
| governador         | 知事     | ちじ            | chiji           | tizi         | tizi        |
| encolher           | 縮む     | ちぢむ          | chijimu         | tizimu       | tidimu      |
| continuar          | 続く     | つづく          | tsuzuku         | tudzuku      | tuduku      |

## Tabela de romanização
Esta tabela mostra as diferenças significantes entre os principais sistemas de romanização.
| Kana       | Hepburn Revisto | Kunrei-shiki | Nihon-shiki |
| ---------- | --------------- | ------------ | ----------- |
| うう       | ū               | û            | û           |
| おう, おお | ō               | ô            | ô           |
| し         | shi             | si           | si          |
| しゃ       | sha             | sya          | sya         |
| しゅ       | shu             | syu          | syu         |
| しょ       | sho             | syo          | syo         |
| じ         | ji              | zi           | zi          |
| じゃ       | ja              | zya          | zya         |
| じゅ       | ju              | zyu          | zyu         |
| じょ       | jo              | zyo          | zyo         |
| ち         | chi             | ti           | ti          |
| つ         | tsu             | tu           | tu          |
| ちゃ       | cha             | tya          | tya         |
| ちゅ       | chu             | tyu          | tyu         |
| ちょ       | cho             | tyo          | tyo         |
| ぢ         | ji              | zi           | di          |
| づ         | zu              | zu           | du          |
| ぢゃ       | ja              | zya          | dya         |
| ぢゅ       | ju              | zyu          | dyu         |
| ぢょ       | jo              | zyo          | dyo         |
| ふ         | fu              | hu           | hu          |

## Nomes japoneses escritos com letras romanas
A lista abaixo mostra como escrever palavras ou acrónimos em caracteres romanos em japonês. Por exemplo, NHK escreve-se エヌエイチケイ enueichikei . (Note-se que os sons abaixo correspondem à pronúncia inglesa)
- A エー ē (ou エイ ei)
- B ビー bī
- C シー shī
- D ディー dī(ou デー dē)
- E イー ī
- F エフ efu
- G ジー jī
- H エイチ eichi (ou エッチ etchi)
- I アイ ai
- J ジェー jē (ou ジェイ jei)
- K ケー kē (ou ケイ kei)
- L エル eru
- M エム emu
- N エヌ enu
- O オー ō
- P ピー pī
- Q キュー kyū
- R アール āru
- S エス esu
- T ティー tī (ou テー tē)
- U ユー yū
- V ヴィー vī; (ou ブイ bui)
- W ダブリュー daburyū
- X エックス ekkusu
- Y ワイ wai
- Z ゼット zetto (ou ズィー zī)

## Kana sem formas romanizadas
Não existe uma forma de romanização universalmente aceita para algumas formas de kana. Particularmente, não existe uma forma de romanização para kana de tamanho normal combinados com as versões pequenas do kana vogal, 'ぁ', 'ぃ', 'ぅ', 'ぇ' e'ぉ', com as versões pequenas do kana y, 'ゃ', 'ゅ', e'ょ', e com o kana sokuon ou pequeno tsu 'っ'. Embora estes sejam normalmente vistos como meras marcas fonéticas ou diacríticos, eles também aparecem sozinhos, como por exemplo no final de certas frases ou nomes.
Também não existe uma forma comumente aceita para romanizar combinações vulgares como 'トゥ' do katakana to e o pequeno u, usado para representar os sons da palavra inglesa "too". Este par é por vezes escrito como tu, mas isto é muito provável de ser confundido com a romanização Nihon-shiki e Kunrei-shiki tu do kana ツ, romanizado como tsu no sistema Hepburn.
Em um computador ou editor de texto estes pequenos kana podem ser escritos de várias maneiras. Em alguns sistemas um "x" ou um "l" precedendo a romanização de um  kana de tamanho normal gera a versão pequena do kana em questão. Ou seja, xtu resultaria em "っ" em um software da Microsoft. Entretanto, isto não é algo padronizado e estas formas estão restritas a sistemas de input, não sendo utilizados para representar kana em japonês romanizado.

## Tabela do sistema Kunrei
|    | あ | い   | う   | え  | お | ん | （拗音 - sons contraídos） | （拗音 - sons contraídos） | （拗音 - sons contraídos） |
| あ | a  | i    | u    | e   | o  |    |                            |                            |                            |
| か | ka | ki   | ku   | ke  | ko |    | kya                        | kyu                        | kyo                        |
| さ | sa | si   | su   | se  | so |    | sya                        | syu                        | syo                        |
| た | ta | ti   | tu   | te  | to |    | tya                        | tyu                        | tyo                        |
| な | na | ni   | nu   | ne  | no |    | nya                        | nyu                        | nyo                        |
| は | ha | hi   | hu   | he  | ho |    | hya                        | hyu                        | hyo                        |
| ま | ma | mi   | mu   | me  | mo |    | mya                        | myu                        | myo                        |
| や | ya | (i)  | yu   | (e) | yo |    |                            |                            |                            |
| ら | ra | ri   | ru   | re  | ro |    | rya                        | ryu                        | ryo                        |
| わ | wa | i    |      | e   | o  | n  |                            |                            |                            |
| が | ga | gi   | gu   | ge  | go |    | gya                        | gyu                        | gyo                        |
| ざ | za | zi   | zu   | ze  | zo |    | zya                        | zyu                        | zyo                        |
| だ | da | (zi) | (zu) | de  | do |    | (zya)                      | (zyu)                      | (zyo)                      |
| ば | ba | bi   | bu   | be  | bo |    | bya                        | byu                        | byo                        |
| ぱ | pa | pi   | pu   | pe  | po |    | pya                        | pyu                        | pyo                        |

## Tabela do Sistema Hepburn
|    | あ | い   | う   | え   | お    | （拗音 - sons contraídos） | （拗音 - sons contraídos） | （拗音 - sons contraídos） |
| あ | a  | i    | u    | e    | o     |                            |                            |                            |
| か | ka | ki   | ku   | ke   | ko    | kya                        | kyu                        | kyo                        |
| さ | sa | shi  | su   | se   | so    | sha                        | shu                        | sho                        |
| た | ta | chi  | tsu  | te   | to    | cha                        | chu                        | cho                        |
| な | na | ni   | nu   | ne   | no    | nya                        | nyu                        | nyo                        |
| は | ha | hi   | fu   | he   | ho    | hya                        | hyu                        | hyo                        |
| ま | ma | mi   | mu   | me   | mo    | mya                        | myu                        | myo                        |
| や | ya | (i)  | yu   | (e)  | yo    |                            |                            |                            |
| ら | ra | ri   | ru   | re   | ro    | rya                        | ryu                        | ryo                        |
| わ | wa | (wi) |      | (we) | o(wo) |                            |                            |                            |
| ん | n  |      |      |      |       |                            |                            |                            |
| が | ga | gi   | gu   | ge   | go    | gya                        | gyu                        | gyo                        |
| ざ | za | ji   | zu   | ze   | zo    | ja                         | ju                         | jo                         |
| だ | da | (ji) | (zu) | de   | do    | (ja)                       | (ju)                       | (jo)                       |
| ば | ba | bi   | bu   | be   | bo    | bya                        | byu                        | byo                        |
| ぱ | pa | pi   | pu   | pe   | po    | pya                        | pyu                        | pyo                        |